# 吉岡村 (北海道)
吉岡村（よしおかむら）は、かつて北海道松前郡に存在した村である。

## 沿革
- 1906年（明治39年）4月1日 - 北海道二級町村制施行により松前郡吉岡村、礼髭村、宮歌村が合併し、吉岡村が発足。函館支庁に所属。
- 1922年（大正11年）8月3日 - 支庁の名称変更により渡島支庁に所属。
- 1955年（昭和30年）1月1日 - 松前郡福島町と合併し、福島町を新設し消滅。